# カシャーナ・テルメ
カシャーナ・テルメ (伊: Casciana Terme) は、人口3,607人のイタリア共和国トスカーナ州ピサ県に存在したコムーネの一つである。2014年1月1日に、ラーリと合併して、カシャーナ・テルメ・ラーリとなった。